# Monterrubio de la Serena
Monterrubio de la Serena là một đô thị trong tỉnh Badajoz, Extremadura, Tây Ban Nha. Dân số 2.904 người và diện tích 315 km².